# TGOLN2
TGOLN2‏ (Trans-golgi network protein 2) هوَ بروتين يُشَفر بواسطة جين TGOLN2 في الإنسان.